# Palma Vecchio
Jacopo Palma il Vecchio (született Jacopo d'Antonio Negretti) (Serina, 1480 k. – Velence, 1528. július 30.) velencei festő, a velencei reneszánsz festészet egyik legrokonszenvesebb képviselője. Azért hívják „idősebb Palmának”, hogy megkülönböztessék unokaöccsétől, Jacopo Palma il Giovanétól.

## Művészete
Francesco di Simone da Santacroce műhelyében tanult, leginkább Giovanni Bellini, Tiziano Vecellio és Giorgione da Castelfranco hatottak rá. Ifjúkorában Bergamóban működött, de már itt is a velencei kolorizmust művelte, ezt tanúsítják korai Madonnái. Velencében a fiatal Tiziano művészetének külső vonásait vette át: a harmonikus kompozíciót, tüzes színeket. Festői hírnevét először a santa conversazione (szent társalgás) típusú képeinek köszönhetette. Ezeken a Madonnát Gyermekével, szentektől körülvéve ábrázolta. Alakjai nem fejeznek ki drámai erőt, inkább passzív szépségükkel tűnnek ki.
Szentábrázolásainak közös jellemzője, hogy azok magukba mélyednek, a nézővel szinte semmilyen kapcsolatot nem tartanak. Formailag egyik legjobban megoldott alkotása a velencei Santa Maria Formosában látható Szent Borbálája.
Nevezetesek női félalakjai is, amelyeken a velencei asszonyok örök típusát teremtette meg. Népszerűségüket elterjedtségük is mutatja. Egyik leghíresebb a drezdai képtárban látható Három nővér című. Férfiarcképei ritkák.
Fiatalkorában kedvelt mitológiai témáit gazdag tájba komponálva fejlesztette tovább.

### Művei

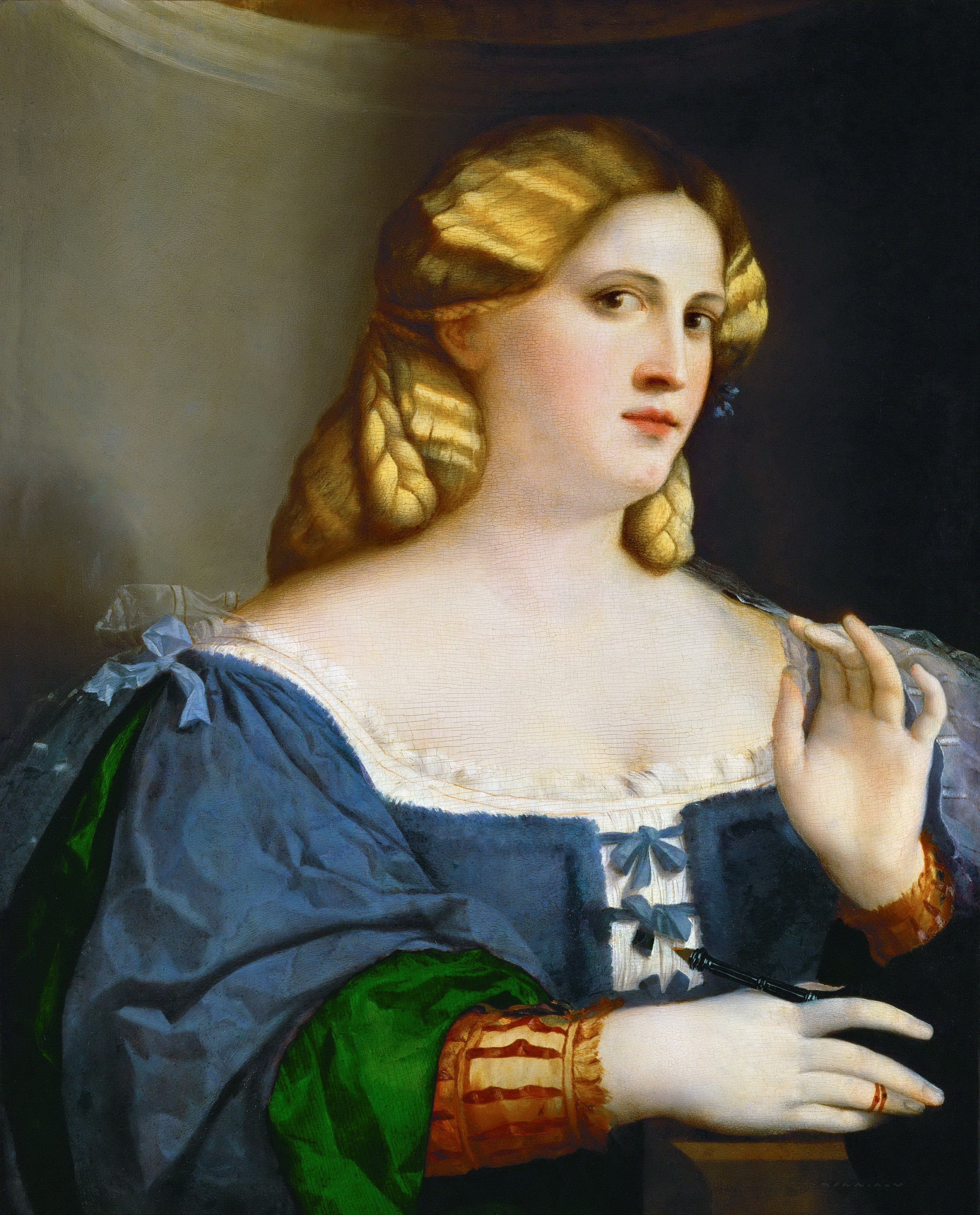
Fiatal nő kék ruhában (Bécs)

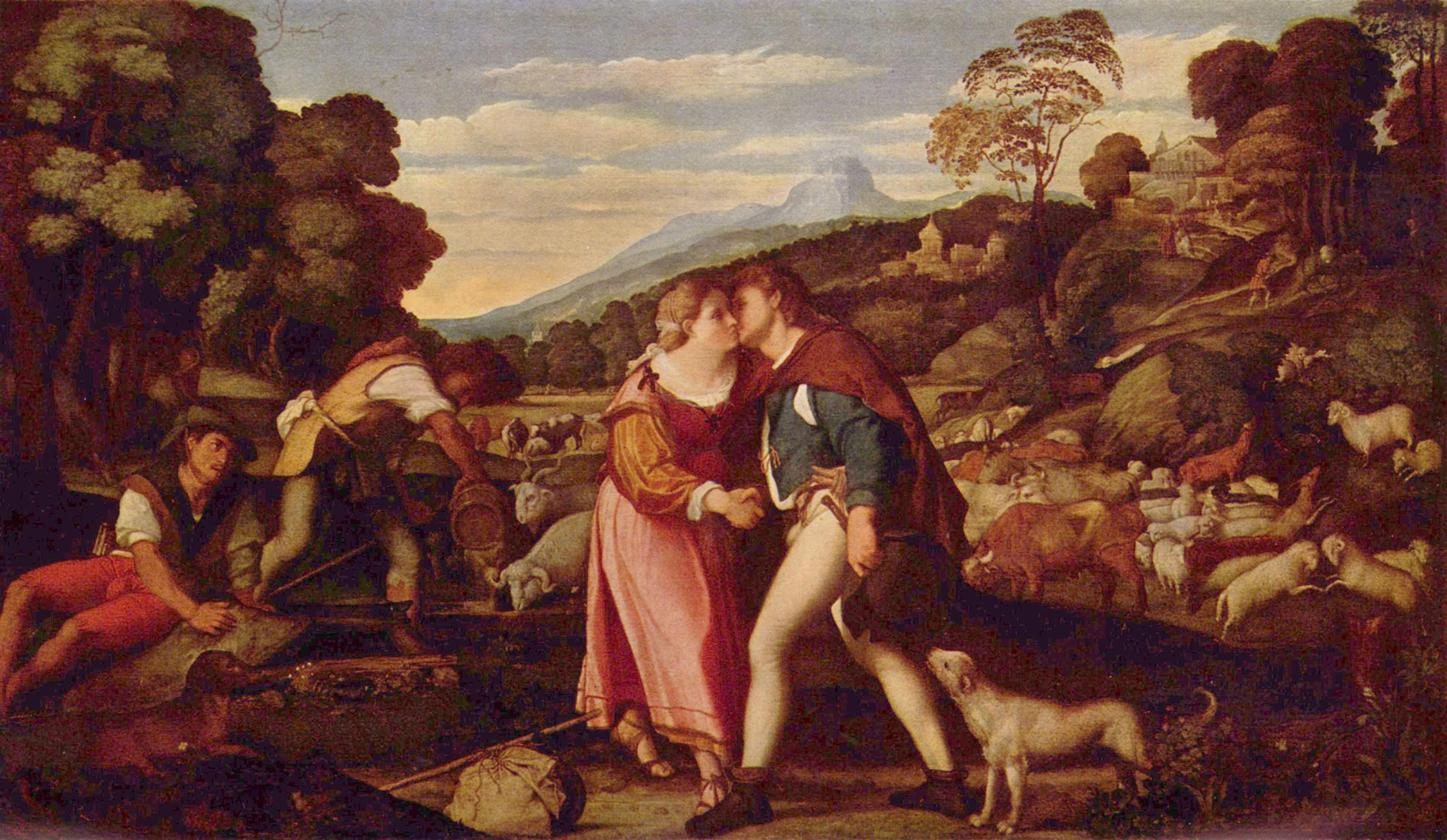
Jákob és Ráchel találkozása

- Santa conversazione (Róma, Gallerie Borghese; München; Drezda)
- Szent Borbála (Velence, Sta Maria Formosa)
- Három nővér (Drezda)
- Jákob és Ráchel találkozása (Drezda)
- Férfiképmás (Szentpétervár)
- Bundás férfi (Berlin)
- Vénusz (Drezda)

A Szépművészeti Múzeum az alábbi képeit őrzi:
- Leány mellképe
- Ifjú mellképe
- Mária gyermekével, a kis Keresztelő Szent Jánossal és egy szent püspökkel